# Lars Holmqvist
Lars Holmqvist, född 1 september 1961, är en svensk orienterare som tog VM-brons i stafett 1995. Han blev nordisk mästare i stafett och tog silver på klassisk distans 1995 samt blev svensk mästare på långdistans 1993.